# Viva Knievel (banda)
Viva Knievel fue una banda breve de punk rock y riot grrrl temprano en Olympia, Washington, que existio entre 1989 y 1990. Viva Knievel fue la segunda banda de Kathleen Hanna, e incluía a Zeb Olsen como bajista, su hermano, Stu, como guitarrista y Matt Zodrow como baterista. La primera banda de Kathleen se había llamado «Amy Carter». Zeb, Stu y Matt empezaron a tocar punk rock a principios de los 80 y formaron parte de varias bandas antes de VK. Cuatro canciones de Viva Knievel fueron grabadas en 1990 y publicadas como un EP de 7 pulgadas en Ultrasounds Records, el sello de Cindy Wolfe.
En 1989, Hanna encontró una copia de Jigsaw, la revista de Tobi Vail. Mientras realizaba una gira con Viva Knievel en el verano de 1990, Hanna entrevistaba a personas para incluirlas en Jigsaw.
En 1990, Hanna, Karren y Vail formaron Bikini Kill con su amiga Kathi Wilcox.